# Saint-Saturnin (Marne)
Saint-Saturnin é uma comuna francesa na região administrativa do Grande Leste, no departamento de Marne. Estende-se por uma área de 7.96 km², e possui 55 habitantes, segundo o censo de 2018, com uma densidade de 6.9 hab/km².